# 아카시 해협 대교

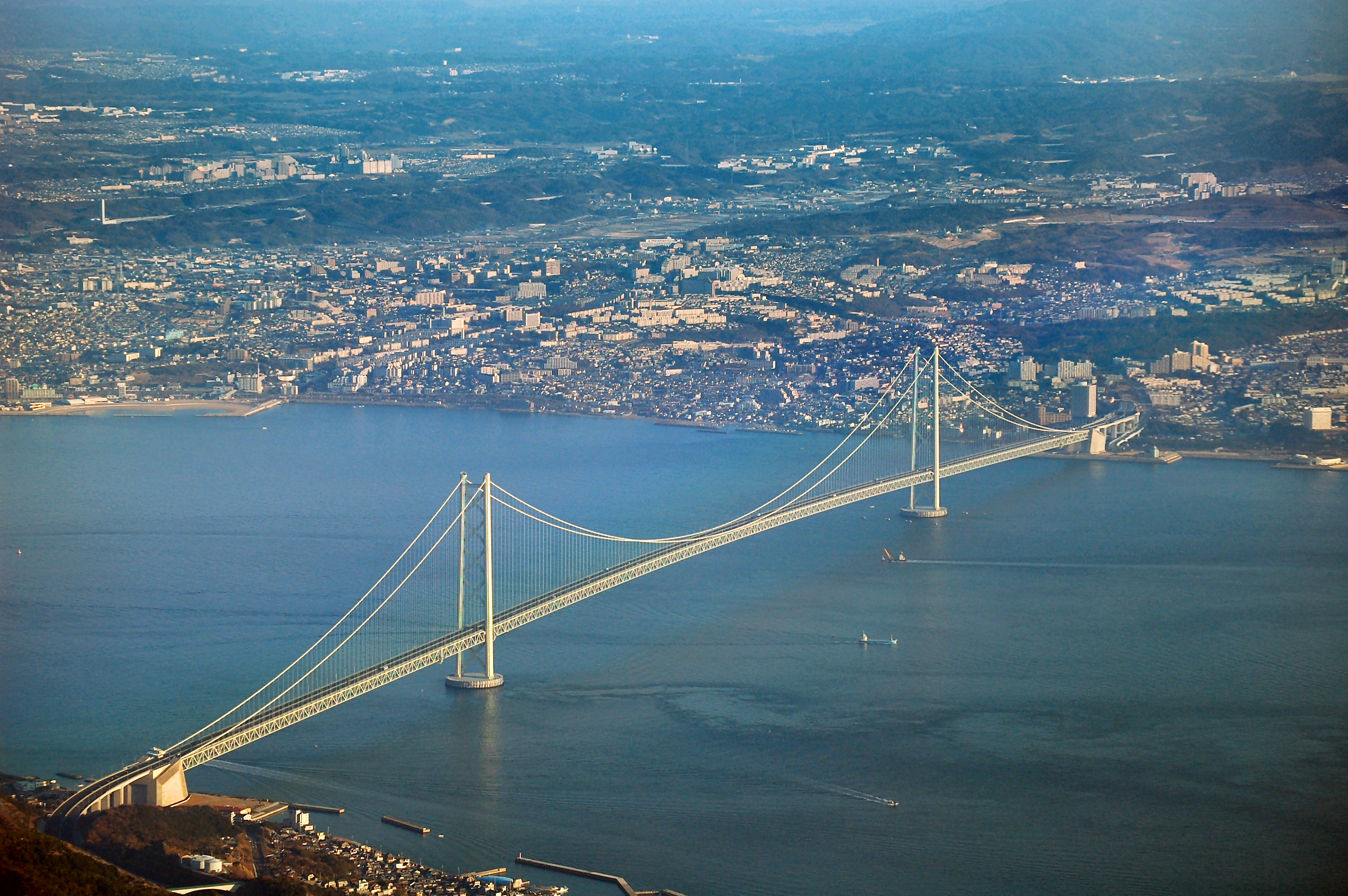
아카시 해협 대교, 2005년 12월 25일 촬영

아카시 해협 대교(明石海峡大橋 아카시 카이쿄 오하시[*])는 아카시 해협에 걸쳐 있는 일본 효고현의 현수교이다. 효고현 아와지시(아와지섬)와 고베시 다루미구를 잇는다.

## 개요
전장 3911m, 중앙 지간 1991m로 2022년 3월 18일 이전까지 세계 최장 현수교였다. 아카시 해협 대교 주탑의 높이는 해면상 298.3m이며, 일본 국내에서는 도쿄 타워 (333.0m)에 버금가는 구조물이다. 1998년 4월 5일에 공용이 시작되었다. 약 5000억엔의 건설비가 소요되었다.
건설 당시는 전장 3,910m, 중앙 지간 1,990m이었지만, 1995년 1월 17일의 한신·아와지 대지진에 의해 지반이 꺼져, 1m 늘었다.
당초 도로·철도 병용 교량으로 건설할 계획도 있었으나, 후에 건설과 관련된 설계 비용 문제로 인해 1985년 8월 27일에 도로 단독 교량으로 건설하도록 방침이 변경되었다.
공모로 펄 브리지라는 애칭이 정해졌지만 이 이름으로 불리는 일은 적고, 관리자인 혼슈 시코쿠 연락 고속도로에서조차 사용하고 있지 않다. 생략해서 아카시 대교라고 불리는 일도 있고, 고속도로 상의 안내 표지 등에서도 저 애칭이 쓰이는 경우가 있지만 아카시 대교는 아카시시 아카시강을 국도 제2호선이 건너는 교량으로 이미 존재한다. 또한 아카시 대교라고는 불리지만, 효고 현 아카시 시와는 이어지지 않는다.
설계속도는 100km/h이지만, 제한 속도는 평상시 최고 80km/h·최저50km/h이다.

## 특이 사항
아카시 해협 대교는 대한민국의 이순신대교처럼 경찰을 주도하여 이륜차의 통행을 규제하는 경우이거나 고속도로 및 자동차 전용도로 등으로 지정받은 대한민국의 다른 교량인 영종대교나 인천대교 등과 달리 모터사이클의 통행 제한은 2인 이상 승차 시 혹은 악천후 등 비상시인 경우이거나 저배기량 이륜 자동차 등 특수 항목만 제한이 적용된다.

## 같이 보기

### 일반 주제
- 시코쿠 신칸센(일본어판)
- 하라 겐자부로
- 마이코 타워(일본어판)
- 가장 긴 현수교 목록
- 가장 긴 교량 목록(영어판)

### 유사 교량
- 간몬교
- 인천대교
- 영종대교
- 광안대교
- 서해대교
- 이순신대교
- 세토 대교
- 진도대교